# Carl Benjamin Klunzinger
Carl Benjamin Klunzinger, född den 18 november 1834 i Güglingen (Württemberg), död den 21 juni 1914 i Stuttgart, var en tysk zoolog.
Klunzinger var professor i zoologi, antropologi och hygien vid tekniska högskolan i Stuttgart 1884–1900. Han författade många skrifter om koralldjur, högre kräftdjur och om fiskar, särskilt sådana, som tillhör Röda havets fauna.